# Matablat pinnat
El matablat pinnat (Iberis pinnata) és una espècie anual de planta brassicàcia que té els pètals de la corol·la asimètrics i les fulles pinnatipartides o pinnatisectes de segments oblongo-linears. Els fruits són síliqües de 5 a 6 mm estretament alades a la part inferior.
Floreix d'abril a juny.
Viu en camps de cereals o zones subnitròfiles de territoris de clima mediterrani amb tendència muntanyenca o continental. Als Països Catalans només es troba a parts de l'interior de Catalunya i de la Catalunya Nord (de 0 a 950 m d'altitud). A Europa es troba només a la península Ibèrica, sud de França i alguns punts d'Itàlia.